# Поезія 1857–1861 років (Більша книжка)

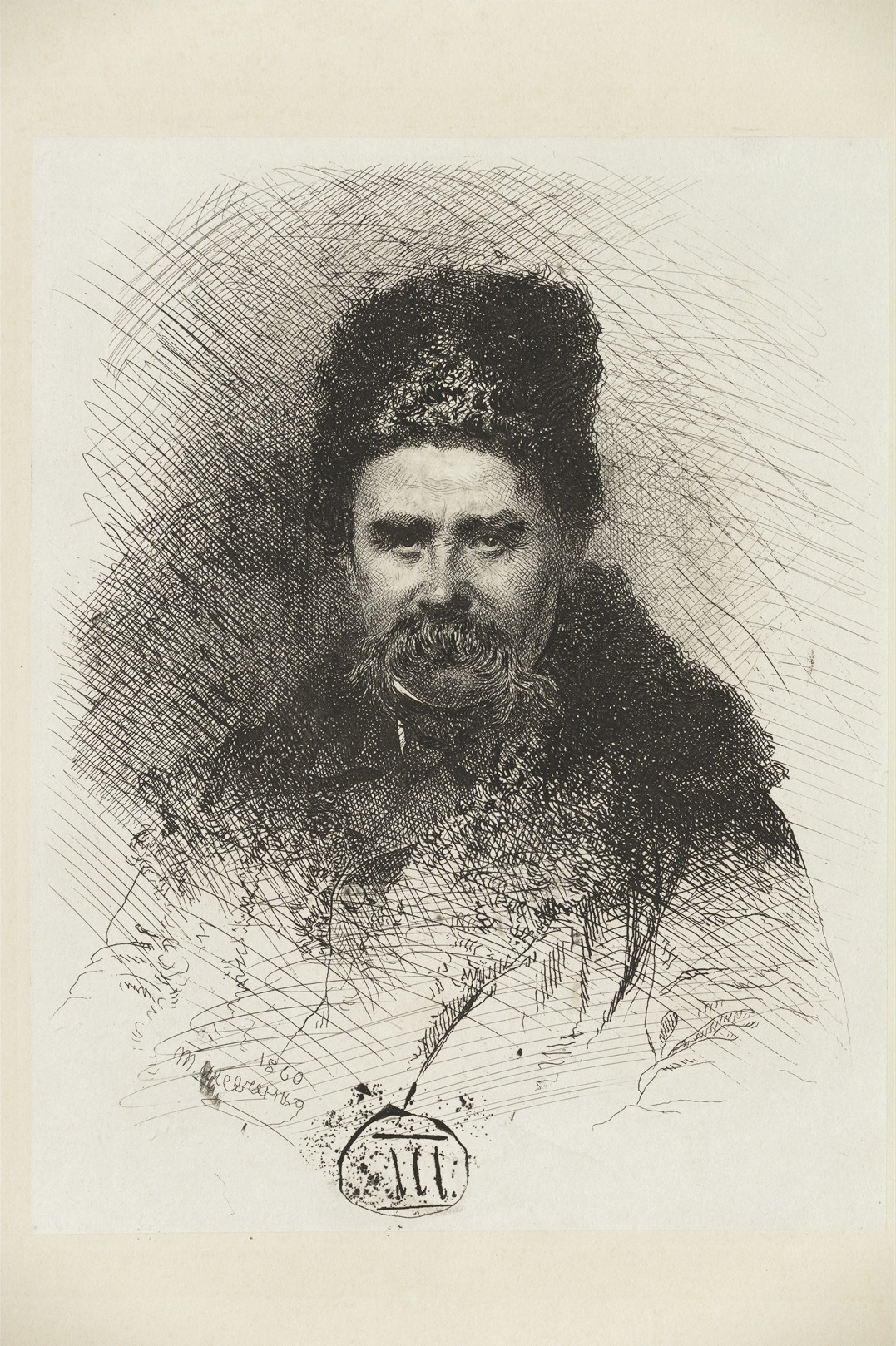
Тарас Шевченко. Автопортрет 1860 року.

«Поезія 1857—1861 років» — друга частина рукописної «Більшої книжки» Тараса Шевченка, яка містить майже всі твори поета за відповідні роки. Створені Шевченком у цей період 133 поезії подаються в сучасних виданнях за «Більшою книжкою». Два твори, що не потрапили до збірки, подаються за автографами, ще два — за першодруками (автографи не збереглися).
Перша частина «Більшої книжки»: «Поезія 1847—1850 років», містить твори, написані за перші чотири роки заслання, відредаговані й наново переписані Шевченком у Нижньому Новгороді, Москві та Петербурзі 1858 року.

## Опис рукопису
Загалом Шевченком було створено дві рукописні «Більші книжки» з поезіями 1847—1850 і 1857—1861 років. Надалі об'єднані поетом обидві книги в одне ціле, загалом складалися з семи щорічних збірок поезій за 1847—1861 роки, зі включенням окремого циклу «В казематі». Кожен зошит мав заголовок за датою поезії: «Поезія 1847 р.», «…1848 р.», «…1849 р.», «…1850 р.», «…1857 р.» тощо. Свої книги Шевченко називав «книжечками», про що він писав у поезії: «І четвертий рік минає… І четверту начинаю Книжечку в неволі…» Кожна збірка виділена титульною сторінкою з позначенням на ній року. Титульної сторінки до поезії 1859 року немає — аркуш було втрачено ще до наскрізної нумерації сторінок. До останньої титульної сторінки, з датою «1861», Шевченко не встиг вписати жодної поезії за цей рік (за 1861 рік відома лише одна поезія: «Чи не покинуть нам, небого…»).:126 Перед титульною сторінкою «1857» міститься 10 чистих сторінок (179—187). Останні сторінки (330—466) — теж чисті.
Тексти поеми «Марія» та дев'яти віршів написано рукою І. М. Лазаревського з поправками Шевченка. Окрім цього, тексти трьох поезій написані невідомою рукою з поправками Шевченка. На останній сторінці поеми «Марія» (279) — 9 рядків: «Тебе в порфіру і вінчали… В душі скорбящей і убогій» викреслені вздовж чотирма лініями синім (цензорським) олівцем, а потім навхрест чорнилом.
Книга складається з 14 зошитів по 12 аркушів кожний, блакитного паперу (верже) поштового формату. Разом 235 аркушів мають формат 13,2 × 20,3 см. Оправа книги зроблена з коричневого сап'яну з тисненням. На верхній кришці оправи посередині тиснено золотом назва: «Поэзія Шевченка». Книга вкладається в картонний футляр, обклеєний таким же сап'яном, як і оправа. Зошити 2–10 мають порядкову авторську нумерацію. Пагінація сторінок 1–66 рукою — зроблена Шевченком, а сторінок 67–328 — невідомою рукою.

## Історія

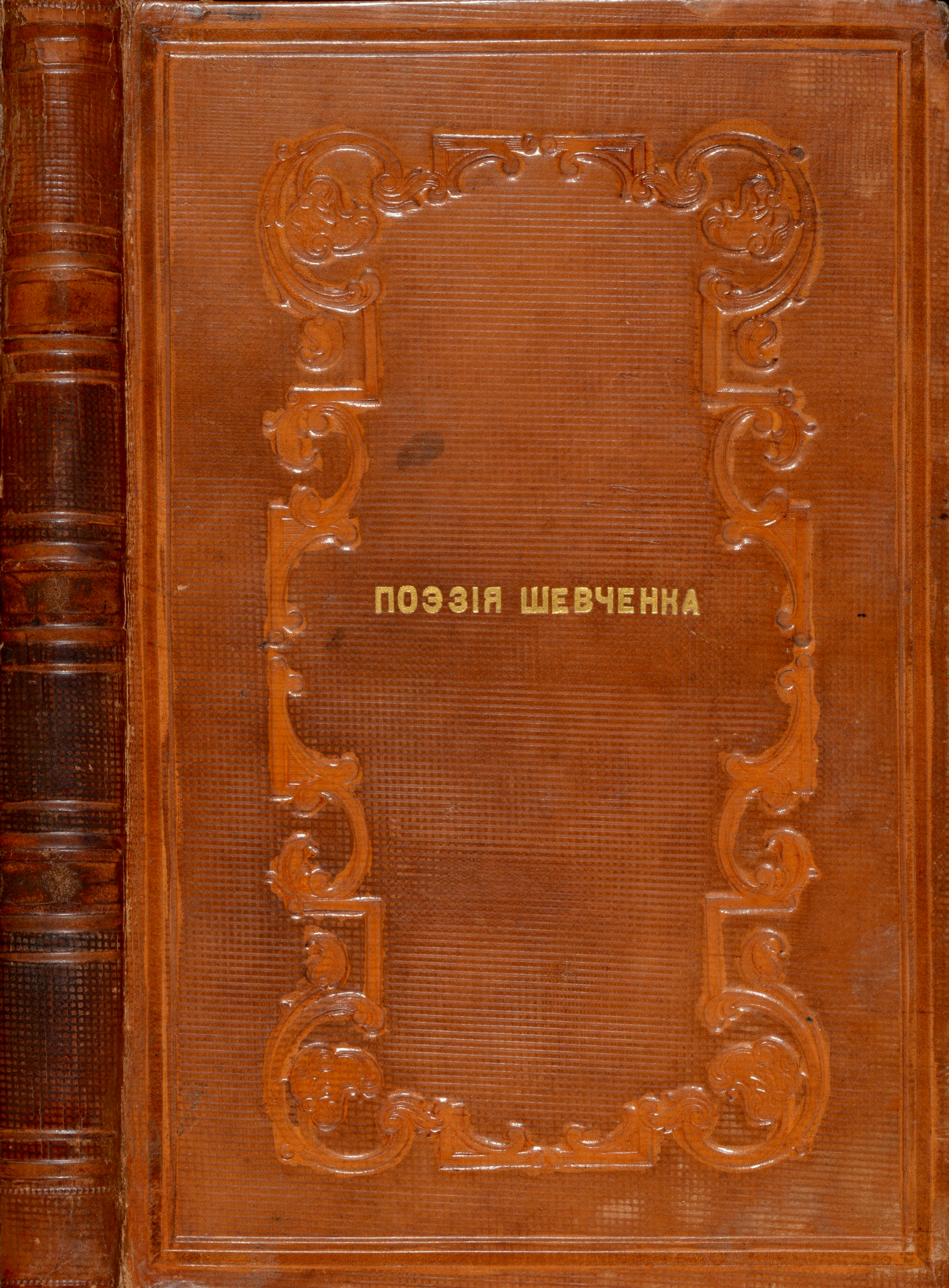
«Поезія 1847—1861». Рукописна книга.

Розділ 1857 року відкривали дві поеми, перед якими був «заспів»: «В неволі, в самоті немає…» Дати у зошиті: 16 травня («Москалева Криниця») і 8 грудня («Неофіти») — були початковими датами їх написання. Шевченко надіслав тексти цих поем Якову Кухаренку, Михайлу Щепкіну, Пантелеймону Кулішу. До «Більшої книжки» остаточні варіанти поем були переписані не раніше 18 березня 1858 року (дата включення до книги циклу «В казематі») й не пізніше 22 листопада того року. «Я не нездужаю, нівроку…» став першим датованим віршем «Більшої книжки» після циклу «В казематі». Незавершену поезію «Юродивий», відому за першодруком, Шевченко до «Більшої книжки» не переписав. За 1858 рік поетичний доробок Шевченка склав п'ять поезій. 9 лютого у Нижньому Новгороді він створив ліричний цикл: «Доля», «Муза», «Слава».
27 березня поет приїхав до Петербурга. 4 квітня Данило Каменецький, управитель друкарні Пантелеймона Куліша в Петербурзі, передав Шевченкові всі твори, переписані Кулішем, крім «Єретика». Поет занотував у щоденнику: «Треба буде зробити вибір і приступити до видання. Але як мені доступитись до цензури?» 11 квітня поет знову написав у щоденнику: «Доручив Каменецькому клопотатися в цензурнім комітеті про дозвіл надрукувати „Кобзаря“ та „Гайдамаки“ під фірмою „Поезія Т. Ш.“ Що воно з цього буде?» Клопотання розтяглося на два роки і закінчилось дозволом на видання збірки творів, що вийшла з друку 1860 року під назвою «Кобзар», яка складалася з поезій, надрукованих раніше, з додатком «Давидових псалмів». 13 липня поет написав вірш «Сон» (На панщині пшеницю жала…).
18 жовтня 1858 року Шевченко отримав записку від шефа жандармів, начальника ІІІ відділу Василя Долгорукова з приводу наміру Івана Головіна  надрукувати за кордоном його твори: поет запевняв, що він жодних рукописів йому не передавав. 27 жовтня Шевченко написав лист на ім'я Долгорукова з проханням поклопотатися перед Олександром II про те, щоб «зняти заборону з книг», надрукованих ним перед 1847 роком. 23 грудня — лист Шевченка до куратора Петербурзького учбового округу з проханням дати дозвіл на друге видання «Кобзаря» і «Гайдамаків», який Петербурзький цензурний комітет розглянув і скерував 27 грудня знову до Головного управління цензури (ІІІ відділу).
Поезія «Я не нездужаю, нівроку…» від 22 листопада завершує розділ за 1858 рік. Зошит за 1859 року був без титульної сторінки: його відкривав твір від 15 лютого — «Подражаніє 11 псалму», а завершувала поезія «Осія. Глава XIV. Подражаніє» від 25 грудня. Розділ за 1860 рік відкривають 2 поезії від 15 лютого: «I. Дівча любе, чорнобриве…», «II. Ой діброво — темний гаю!..». Остання поезія «Зійшлись, побрались, поєднались…» датувалася 12 грудня. 1861 року був створений новий розділ книги з титульною сторінкою, але наступні 67 аркушів (144 сторінок) залишились чистими. Дві поезії, створені наприкінці 1860 — на початку 1861 років, Шевченко не встиг переписати до «Більшої книжки». Вони відомі за автографами: «Кума моя і я…» — 1860 року та «Чи не покинуть нам, небого…» від 15 лютого 1861 року (останній вірш поета).

## Зміст
Скорочення:
- Н. Н — поезії записані невідомою рукою.
- І. Л. — рукою Івана Лазаревського.

| Назва                                   | Сторінка | Дата       | Зошит | Примітка                   | №   |
| --------------------------------------- | -------- | ---------- | ----- | -------------------------- | --- |
| 1857                                    | 189      | —          | 9     | Шмуцтитул                  | 78  |
| В неволі, в самоті немає…               | 191      | —          | 9     | «Заспів»                   | 78  |
| Не на Вкраїні, а далеко…                | 192      | —          | 9     | «Присвята»                 | 79  |
| Москалева криниця                       | 193      | 1857.05.16 | 9     | Новопетровське укріплення  | 79  |
| Неофіти                                 | 205      | 1857.12.08 | 9–10  | Нижній Новгород            | 80  |
| 1858                                    | 225      | —          | 10    | Шмуцтитул                  | 81  |
| Доля                                    | 227      | 1858       | 10    | «Цикл»                     | 81  |
| Муза                                    | 228      | 1858       | 10    | Нижній Новгород            | 82  |
| Слава                                   | 230      | 1858       | 10    | Нижній Новгород            | 83  |
| Сон. На панщині пшеницю жала…           | 231      | 1858       | —     | С. Петербург               | 84  |
| Я не нездужаю, нівроку…                 | 232      | 1858.11.12 | 10    | —                          | 85  |
| Подражаніє 11 псалму                    | 233      | 1859.02.15 | 10    | «1859» без шмуцтитулу      | 86  |
| Недавно я поза Уралом… Марку Вовчку     | 234      | 1859.02.17 | 10    | —                          | 87  |
| Ісаія. Глава 35. Подражаніє             | 235      | 1859.03.25 | 10    | —                          | 88  |
| Така, як ти, колись лілея… N. N.        | 237      | 1859.04.19 | 11    | —                          | 89  |
| Ой по горі роман цвіте… Ф. І. Черненку  | 238      | 1859.06.07 | 11    | Лихвин, рукою Н. Н.        | 90  |
| Ой маю, маю я оченята…                  | 239      | 1859.06.10 | 11    | Пирятин                    | 91  |
| Сестрі                                  | 240      | 1859.07.20 | 11    | Черкаси                    | 92  |
| Колись, дурною головою…                 | 241      | 1859.07.21 | 11    | Черкаси                    | 93  |
| Якби-то ти, Богдане п'яний…             | 242      | 1859.08.18 | 11    | Переяслав                  | 94  |
| Во Іудеї во дні они…                    | 243      | 1859.10.24 | 11    | —                          | 95  |
| Марія. Поема                            | 245      | 1859.11.11 | 11-12 | рукою І. Л.                | 96  |
| Подражаніє Едуарду Сові                 | 280      | 1859.11.19 | 12    | —                          | 97  |
| Подражаніє Ієзекіїлю. Глава 19          | 281      | 1859.12.06 | 12    | —                          | 98  |
| Осія. Глава XIV. Подражаніє             | 283      | 1859.12.25 | 12-13 | рукою І. Л.                | 99  |
| 1860                                    | 287      | —          | 13    | Шмуцтитул                  | 100 |
| Дівча любе, чорнобриве… I.              | 289      | 1860.01.15 | 13    | рукою І. Л.                | 100 |
| Ой діброво — темний гаю!.. II.          | 289      | 1860.01.15 | 13    | рукою І. Л.                | 101 |
| Подражаніє сербському                   | 291      | 1860.02.04 | 13    | —                          | 102 |
| Царям, всесвітнім шинкарям… Молитва     | 292      | 1860.05.24 | 13    | рукою І. Л.                | 103 |
| Царів, кровавих шинкарів…               | 292      | 1860.05.25 | 13    | рукою І. Л.                | 104 |
| Злоначинающих спини…                    | 293      | 1860.05.27 | 13    | рукою І. Л.                | 105 |
| Колись-то ще, во время оно…             | 294      | 1860.05.28 | 13    | —                          | 106 |
| Тим неситим очам…                       | 295      | 1860.05.30 | 13    | рукою І. Л.                | 107 |
| Плач Ярославни                          | 296      | 1860.06.04 | 13    | —                          | 108 |
| Умре муж велій в власяниці…             | 298      | 1860.06.17 | 13    | —                          | 109 |
| Гімн черничий                           | 299      | 1860.06.17 | 13    | —                          | 110 |
| Над Дніпровою сагою…                    | 300      | 1860.06.24 | 13    | —                          | 111 |
| Росли укупочці, зросли…                 | 301      | 1860.06.25 | 13    | —                          | 112 |
| Світе ясний! Світе тихий!..             | 302      | 1860.06.27 | 13    | —                          | 113 |
| З передсвіта до вечора…                 | 303      | 1860.07.06 | 13    | —                          | 114 |
| Ликері                                  | 304      | 1860.08.05 | 13    | рукою І. Л.                | 115 |
| Барвінок цвів і зеленів… Н. Я. Макарову | 306      | 1860.09.14 | 13    | —                          | 116 |
| В Путивлі-граді вранці-рано…            | 307      | 1860.09.14 | 13    | —                          | 117 |
| І Архімед, і Галілей…                   | 308      | 1860.09.24 | 13    | —                          | 118 |
| Поставлю хату і кімнату… Л.             | 309      | 1860.09.27 | 14    | —                          | 119 |
| Не нарікаю я на Бога…                   | 310      | 1860.10.05 | 14    | —                          | 120 |
| Саул                                    | 311      | 1860.10.13 | 14    | —                          | 121 |
| Минули літа молодії…                    | 315      | 1860.10.18 | 14    | —                          | 122 |
| Титарівна-Немирівна…                    | 316      | 1860.10.19 | 14    | —                          | 123 |
| Хоча лежачого й не б'ють…               | 317      | 1860.10.20 | 14    | —                          | 124 |
| І тут, і всюди — скрізь погано…         | 318      | 1860.10.30 | 14    | —                          | 125 |
| О люди! люди небораки!..                | 319      | 1860.11.03 | 14    | —                          | 126 |
| Якби з ким сісти хліба з'їсти…          | 320      | 1860.11.04 | 14    | —                          | 127 |
| І день іде, і ніч іде…                  | 321      | 1860.11.05 | 14    | —                          | 128 |
| Тече вода з-під явора…                  | 322      | 1860.11.07 | 14    | —                          | 129 |
| Якось-то йдучи уночі…                   | 323      | 1860.11.13 | 14    | рукою І. Л.                | 130 |
| Бували войни й військовії свари…        | 325      | 1860.11.26 | 14    | рукою І. Л.                | 131 |
| Великомучинеце кумо!.. Н. Т.            | 327      | 1860.12.02 | 14    | —                          | 132 |
| Зійшлись, побрались, поєднались…        | 328      | 1860.12.05 | 14    | —                          | 133 |
| 1861                                    | 329      | —          | 14    | Шмуцтитул                  | 134 |
| —                                       | 466      | —          | 15-20 | 330-466 чисті сторінки:145 | 134 |
| Автографи                               | —        | —          | —     | —                          | —   |
| Кума моя і я…                           | —        | 1860       | —     | —                          | 134 |
| Чи не покинуть нам, небого…             | —        | 1861.02.15 | —     | —                          | 135 |
| Першодруки                              | —        | —          | —     | —                          | —   |
| Юродивий                                | —        | 1901       | —     | ЗНТШ.– 1901. Кн. 1         | 136 |
| Мій Боже милий, знову лихо!..           | —        | 1878       | —     | Поезії… – Женева, 1878     | 137 |